# Elements 1989–1990
Elements 1989–1990 —  альбом-компиляция ранних работ американского музыканта Карла Крэйга, которые тот выпускал под псевдонимами Psyche и BFC. Диск вышел в 1996 году.

## Об альбоме
Компакт-диск включает в себя 12 треков, которые выходили в разное время на Transmat, Fragile и английском лейбле Applied Rhythmic Technology. Некоторые критики и знатоки техно-музыки относят эту компиляцию к разряду наиболее характерных работ, выполненных в эстетике детройтского техно

## Список композиций
1. Psyche — Elements — 6:50
2. Psyche — Neurotic Behavior — 7:42
3. Psyche — Crackdown — 5:58
4. Psyche — From Beyond — 5:43
5. Psyche — Andromeda — 4:55
6. Psyche — Evolution — 3:09
7. BFC — Galaxy — 6:41
8. BFC — Its A Shame — 5:39
9. BFC — Please Stand By — 5:02
10. BFC — Chicken Noodle Soup — 6:33
11. Psyche — How The West Was Won — 3:34
12. BFC — Sleep — 5:11